# Промежуточная станция
Промежуточная станция — раздельный пункт сети железных дорог, имеющий путевое развитие для обгона, скрещения и пропуска поездов, а также погрузки и выгрузки грузов.

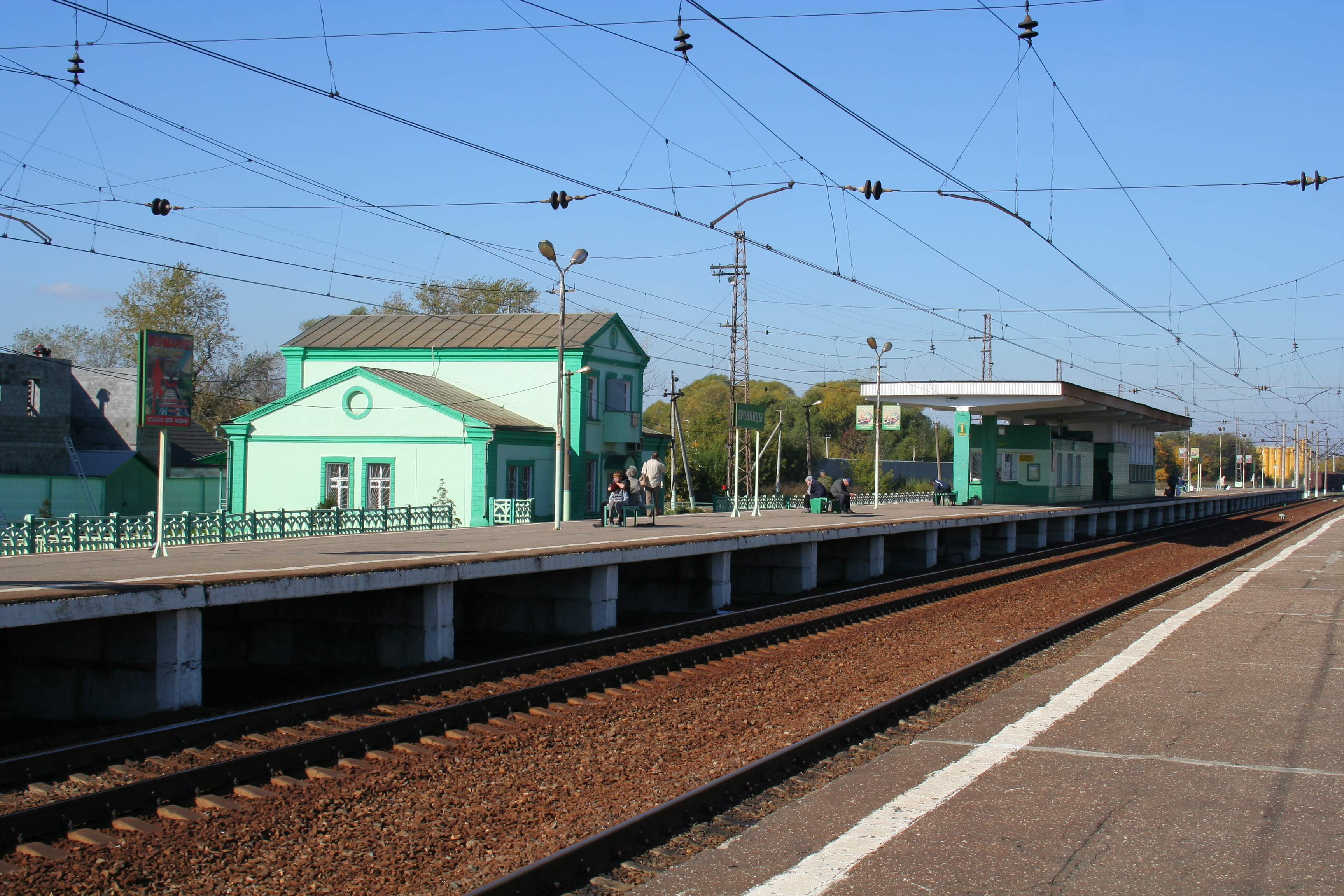
Промежуточная станция Бронницы Рязанского направления Московской железной дороги

## Описание
На промежуточных станциях осуществляется продажа билетов, посадка, высадка и обслуживание пассажиров, а также оформление перевозочных документов на прибывающие и отправляемые грузы. Отдельные промежуточные станции формируют отправительские маршруты, обслуживают подъездные пути предприятий, а иногда являются пунктами оборота пригородных пассажирских поездов.
Промежуточные станции размещают на линии с таким расчетом, чтобы обеспечить пропускную способность участка и удовлетворить потребности населения в перевозках. На промежуточных станциях размещаются пассажирское здание, платформы с переходами между ними, кладовые для багажа и грузов пассажирской скорости, склады и площадки для хранения грузов, технические, служебные и жилые здания.
Промежуточные станции отличаются от разъездов и обгонных пунктов наличием устройств для грузовых операций.
Для лучшего использования подвижного состава, автотранспорта и погрузочно-разгрузочных механизмов грузовую работу концентрируют на небольшом числе станций, связанных автомобильными дорогами с предприятиями, колхозами и совхозами.
Число приемо-отправочных путей на промежуточных станциях в зависимости от размеров движения принимается от двух до четырёх. Для местной работы со сборными поездами укладывают погрузочно-разгрузочные, выставочные и вытяжные пути. Число и длина их определяются размерами местной работы.

## Специализация
Промежуточные станции в зависимости от размеров движения, характера работы и рельефа местности устраиваются с продольным, полупродольным и поперечным расположением приемо-отправочных путей. Станции с продольным и полупродольным расположением рекомендуется применять на линиях I и II категорий; с поперечным — на линиях III категории.
Например, на БАМе в связи с тяжелыми климатическими и топографическими условиями сооружались в основном промежуточные станции с поперечным расположением путей и размещением грузового двора со стороны пассажирского здания и населенного пункта, что позволяло уменьшить объём земляных работ и протяженность инженерных коммуникаций.

## Маневровая работа
Маневровая работа на промежуточных станциях со сборными поездами в значительной степени зависит от схемы путевого развития и расположения прицепляемых или отцепляемых вагонов в составе поезда и на погрузочно-разгрузочных путях станции. При этом маневры могут выполняться локомотивом сборного поезда или специальным маневровым локомотивом, обслуживающим станцию.